# Proutiana ferrorubrata
Proutiana ferrorubrata là một loài bướm đêm trong họ Geometridae.